# الشبق الاجتزائي

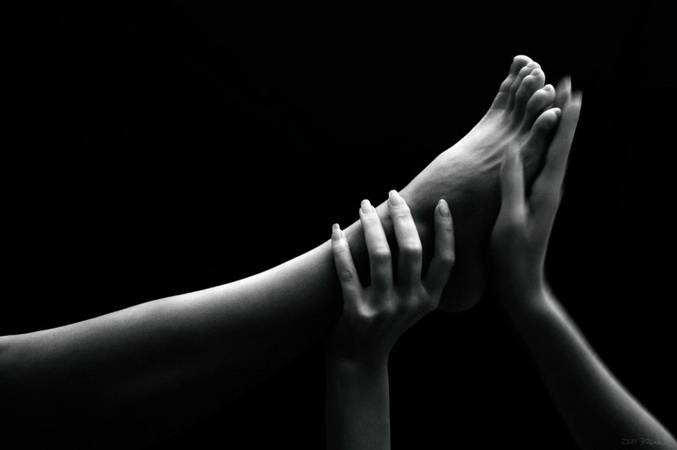
فيتيش الأقدام

الشبق الاجتزائي هو ممارسة جنسية تقوم على التركيز الحصري على جزء محدد من الجسم غير الأعضاء التناسلية.  و يتم تصنيف الشبق الاجتزائي كنوع من اضطراب الفتيشية الجنسية في الدليل التشخيصي والإحصائي للاضطرابات النفسية الخاص بالجمعية الأمريكية للطب النفسي في طبعته الخامسة إذا كان يسبب ضائقة نفسية كبيرة بالنسبة للشخص أو له آثار ضارة على المجالات الهامة من حياتهم . وفي الطبعة الرابعة للدليل نفسه كان يعتبر نوعاً منفصلاً من الشذوذ الجنسي أو اضطراب التفضيل الجنسي (حيث لا ينص الدليل على خلاف ذلك)، ولكن تم دمجه في الفيتيشية في الطبعة الخامسة.  و الأفراد المشخصون بالشبق الاجتزائي يصفون الجزء الذي يسبب لهم الإثارة الجنسية كما لو كان له أكبر الأثر حتى من الأعضاء التناسلية نفسها بالنسبة لهم. 
يحدث الشبق الاجتزائي في مغايري الجنس ، و مزدوجي الميل الجنسي ، كما يحدث في مثليي الجنس كذلك.  و يعتبر الاهتمام بالقدم واحد من الحالات الأكثر شيوعا. 

## أنواع الشبق الاجتزائي
وفيما يلي بعض من الحالات الشائعة بين الناس:
| الاسم الرسمي (العلمي) | الاسم الشائع         | مصدر الإستثارة |
| --------------------- | -------------------- | -------------- |
| بودوفيليا             | فيتيش القدم          | القدم          |
| أوكولوفيليا           | فيتيش العين          | العين          |
| ماشالانجيا            | فتيش الآباط          | الإبط          |
| مازوفيليا             | فيتيش الثدي          | الثدي          |
| بيجوفيليا             | فيتيش الأرداف        | الأرداف        |
| نازوفيليا             | فيتيش الأنف          | الأنف          |
| ترايكوفيليا           | فيتيش الشعر          | الشعر          |
| الفينوفيليا           | فيتيش سرة البطن      | السرة          |
| الفينولاجنيا          | فيتيش البطن أو الوسط | البطن          |
| فتيشية اليد           | فيتيش اليد           | اليد           |

## الهوامش
1. 1 2  American Psychiatric Association (2013). Diagnostic and Statistical Manual of Mental Disorders American Psychiatric Association (ط. 5th). Arlington: American Psychiatric Publishing. ص. 700–701. ISBN:978-0890425558.
2. 1 2  Edlin، Gordon؛ Golanty، Eric (2011). Human Sexuality: The Basics. Jones & Bartlett Publishers. مؤرشف من الأصل في 2020-01-28. اطلع عليه بتاريخ 2013-03-14.
3. ↑  Milner, J. S., & Dopke, C. A. (1997). Paraphilia Not Otherwise Specified: Psychopathology and theory. In D. R. Laws and W. O'Donohue (Eds.), Sexual deviance: Theory, assessment, and treatment. New York: Guilford.
4. ↑  Kunjukrishnan, R., Pawlak, A., & Varan, L R. (1988). The clinical and forensic psychiatric issues of retifism. Canadian Journal of Psychiatry, 33, 819–825.
5. ↑  Weinberg, M. S., Williams, C. J., & Calhan, C. (1994). Homosexual foot fetishism. Archives of Sexual Behavior, 23, 611–626.
6. ↑  Weinberg, M. S., Williams, C. J., & Calhan, C. (1995). "If the shoe fits...": Exploring male homosexual foot fetishism. The Journal of Sex Research, 32, 17–27.
7. 1 2  "Exploring those secret turn-ons - Get your freak on!". Jamaica-gleaner.com. 31 مايو 2008. مؤرشف من الأصل في 2013-06-17. اطلع عليه بتاريخ 2013-03-14.[وصلة مكسورة]
8. ↑  Bering، Jesse. "Partial for Protuberant: The Man Who Was Into 'Outies'". Scientific American. مؤرشف من الأصل في 2015-04-16. اطلع عليه بتاريخ 2013-08-04.
9. ↑  SPECIFIC BODY PART FETISH نسخة محفوظة 4 مارس 2016 على موقع واي باك مشين. "نسخة مؤرشفة". مؤرشف من الأصل في 2012-04-26. اطلع عليه بتاريخ 2017-02-24.
10. ↑  "نسخة مؤرشفة". مؤرشف من الأصل في 2012-04-26. اطلع عليه بتاريخ 2017-02-24.
11. ↑  Aggrawal، Anil (2009). Forensic and medico-legal aspects of sexual crimes and unusual sexual practices. Boca Raton, FL: CRC Press. ص. 121. ISBN:1420043099. مؤرشف من الأصل في 2019-05-20. اطلع عليه بتاريخ 2014-07-06.